# Cysticerkoid
Cysticerkoid (cysticercoidus) – jedna z form drugiego stadium larwalnego niektórych tasiemców z rzędu Cyclophyllidea. Powstaje z onkosfery. Budowa jest różna u poszczególnych gatunków. Zwykle ma postać kulistego lub w różnym stopniu wydłużonego pęcherzyka, w którym położona jest główka z szyjką. U większości gatunków występuje przydatek ogonowy – wyrostek utworzony z uwypuklenia zewnętrznej ściany pęcherzyka, u niektórych gatunków zaopatrzony w 6 haków. Taka odmiana cysticerkoida nazywana jest cerkocystusem.
Cysticerkoid występuje między innymi u tasiemca psiego (Dipylidium caninum) i tasiemca karłowatego (Hymenolepis nana).